# Суспільне Чернівці
«Суспільне Чернівці» (Фі́лія АТ «НСТУ» «Чернівецька регіона́льна дире́кція») — українська регіональна суспільна телерадіокомпанія, філія Національної суспільної телерадіокомпанії України, до якої входять однойменний телеканал, радіоканал «Українське радіо Чернівці» та діджитал-платформи, які мовлять на території Чернівецької області.

## Загальні дані
Телеканал «Суспільне Чернівці» й «Українське радіо Чернівці» розташовані за адресою:
вул. Головна, буд. 91, м. Чернівці—58001, Україна.
Студії містяться в технічно переобладнаній будівлі за адресою:
вул. Братів Руснаків, буд. 3, м. Чернівці—58001, Україна
Редакції працюють у спеціально зведеній будівлі за адресою:
вул. Ірини Вільде, буд. 5, м. Чернівці—58001, Україна
Менеджерка філії — Ольга Гришин-Грищук, продюсер — Максим Волошин.

## Історія

Логотип радіостанції «Буковина»

Телевізійне мовлення в Чернівцях було розпочате в 1961 році. На базі діючого радіоцентру був організований телецентр.
Будівництво будівлі й монтаж телевізійної вежі розпочалися ще на рік раніше (1960) на горі Цецино. До жовтня 1961 року були завершені усі будівельні та монтажні роботи.
У будівлі телецентру містився тимчасовий апаратно-студійний комплекс з телевізійною студією 28 м² i малопотужний телевізійний передавач ТРСА. Перша телевізійна передача була випущена 25 жовтня 1961 року.
У квітні 1963 року було розпочато будівництво (реконструкція старої будівлі з прибудовою) нового студійного комплексу по вулиці Братів Руснаків, 3 (колишня вулиця Комунарів). У жовтні того ж року була впроваджена в експлуатацію радіорелейна лінія Р-60, по якій Чернівецька область отримала програму Центрального телебачення СРСР.
20 травня 1967 року нова телестудія чернівецького обласного телебачення була впроваджена в експлуатацію.
1981 року ропочався поступовий перехід на телевізійне мовлення в кольоровому зображенні (перші передачі записані в новому форматі були дитячими, як, наприклад «Чарівне горнятко»). В цьому ж році була впроваджена в експлуатацію пересувна відеозаписуюча станція, яка дала можливість проводити відеозапис з будь-якого об'єкта Чернівецької і сусідніх областей.
1 жовтня 2018 року телерадіокомпанія стала філією українського Суспільного мовлення — Національної суспільної телерадіокомпанії України.
18 жовтня 2018 року філія отримала назву «UA: Буковина», замість «Буковина».
23 травня 2022 року в зв'язку з оновленням дизайн-системи брендів НСТУ телерадіокомпанія змінила назву на «Суспільне Чернівці».
З 20 листопада по 18 грудня 2022 року телеканал філії транслював Чемпіонат світу з футболу 2022.
За час існування телерадіокомпанія декілька разів проводила заміну телевізійного обладнання, оновлювала радіомовне обладнання, впроваджувала нові технічні засоби виробництва. Крім того, змонтовано і впроваджено станцію комп'ютерної графіки.
Суспільне телебачення є основним новинним телересурсом про події Чернівецького краю в регіоні, Постійно триває поступове переоснащення матеріально-технічної бази радіо- i телевізійного мовлення, оновлення тематики й інформаційного наповнення телекомпанії.

## Телебачення
«Суспільне Чернівці» — український регіональний суспільний телеканал, який мовить на території Чернівецької області.

### Наповнення етеру
Етерне наповнення мовника — інформаційні, соціально-публіцистичні та культурно-мистецькі програми виробництва творчих об'єднань НСТУ та «Суспільне Чернівці».
Створене в жовтні 1961 року Чернівецьке обласне державне телебачення за час існування зусиллями творчих кадрів набула великого досвіду підготовки телевізійних програм, які свого часу транслювалися на інтербаченні, всесоюзних телевізійних екранах, програмах УТ-1 та УТ-2.
Чернівецьке телебачення завжди брало участь у культурному житті Буковини та країни, було співзасновником і автором найяскравіших мистецьких телевізійних акцій у регіоні. Чернівецькі телевізійники першими в Україні запровадили передачі прямого етеру з телефонним контактом із телеглядачами. Буковинські телевізійники причетні до творчого зростання багатьох відомих людей України: Володимира Івасюка, Назарія Яремчука, Івана Миколайчука, Василя Зінкевича, Яна Табачника, Софії Ротару та першого Президента України Леоніда Кравчука.
Довголітньою ведучою на телеканалі була заслужена артистка України Боровкова Олександра Степанівна.
У структурі філії функціонує редакція мовлення румунською мовою.

#### Програми
- «Суспільне. Студія»
- «Суспільне Новини»
- «Суспільне Спорт»
- «Тиждень. Чернівці»
- «Săptămâna Cernăuți»

##### Архівні програми
- «Бізнес і час»
- «Україна — НАТО»
- «Толока»
- «Ради і громада»
- «Палітра»
- «Святині Буковини»
- «Роздуми про сокровенне»
- «Будьте здорові»
- «Невигадані історії»
- «На музичній хвилі»
- «Країна Талантів»
- «Буковинчики-Веселинчики»
- «Буковинська родина»
- «Сьогодні. Головне»
- «Як удома»
- «У нас на Буковині»
- «Відтінки України»
- «Суспільне Новини. Чернівці»
- «Точка дотику»
- «Прайм-тайм»

### Мовлення
Передача цифрового мовлення телеканалу відбувається в мультиплексі MX-5 (DVB-T2) у форматі 1080i 16:9. Трансляція мовника також доступна на сайті «Суспільне Чернівці» в розділі «Онлайн».

## Радіо
У Чернівецькій області НСТУ мовить на радіоканалі «Українське радіо Чернівці».

### Мовлення
- Новодністровськ — 106,6 МГц
- Путила — 107,0 МГц
- Чернівці — 91,8 МГц
- Чернівці — 0,657 СХ

## Діджитал
У діджиталі телерадіокомпанія «Суспільне Чернівці» представлена вебсайтом та сторінками у Facebook, Instagram, YouTube та Telegram. Крім того, на сайті «Суспільне Новини» є розділ про новини Чернівеччини.
Станом на лютий 2023 року сумарна авдиторія «Суспільне Чернівці» в соцмережах налічує понад 150 тисяч підписників.

## Логотипи
Телерадіокомпанія змінила 2 логотипи. Нинішній — 3-й за рахунком.
| Логотип | Опис                                            |
| ------- | ----------------------------------------------- |
|         | Логотип до 17 жовтня 2018 року                  |
|         | Логотип з 18 жовтня 2018 до 22 травня 2022 року |
|         | Логотип з 23 травня 2022 року дотепер           |

### Хронологія назв
| Дата      | Назва                |
| --------- | -------------------- |
| 1961—2018 | «ЧОДТРК «Буковина»   |
| 2018—2022 | «UA: Буковина»       |
| з 2022    | «Суспільне Чернівці» |

## Титри мультфільму "Артем і їхні права" (1989 рік)
Автор сценарію: Галина Вініченко.
Кінорежисер: Андрій Пащенко.
Художник-постановник: Генріх Уманський.
Композитор: Наталія Потюк.
Кінооператор: Анатолій Гаврилов.
Звукооператор: Ігор Погон
Художники-мультиплікатори: Тетяна Малишева, Ніна Гончарук, Вадим Власенко, Сергій Стуканов, Марія Медвідь. 
Художники: Марина Гладкова, Анатолій Гриценко. 
Асистенти: Ірина Антонович, Анна Данько, Віра Кравченко, Віра Боженок, Наталія Цукор. 
Монтаж: Ярослав Адамчук. 
Текст читає: Володимир Коршун. 
Редактор: Марина Буличева. 
Директори знімальної групи: Ірина Баглай, Олена Браілова.  

## Цікаві факти
- У вересні 1970 року на Театральній площі міста Чернівці у прямому ефірі телепрограми «Камертон доброго настрою» прозвучала прем'єра пісні, що судилося стати радянським хітом і українським нітленним шлягером на всі часи — «Червона рута» Володимира Івасюка.
- У 1971 році була створена спільна передача студії чернівецької телестудії та радянського центрального телебачення «Алло, ми шукаємо таланти» — під час показу якої буковинську «Смерічку», якою керував Левко Дутківський (нині Народний артист України), вперше побачило широке коло телеглядачів.
- У 1976 році відбулася велика історична подія для Чернівецької телестудії — монтаж і введення в дію апаратної відеозапису. У архіві ЧОДТРК збереглась перша передача, перший відеосюжет, записаний за участю гурту «Червона Рута» і його солістки Софії Ротару, над якою працювала вже творча група.